# Gryposaurus
Gryposaurus ("kroknäst ödla"), släkte med växtätande dinosaurier påträffade i Kanada och USA (Montana och Utah), och som tros ha levt för omkring 75 miljoner år sedan. Gryposaurus var en medlem av familjen Hadrosauridae, som man tror levde och betade som kor under senare kritaperioden.

## Taxonomi

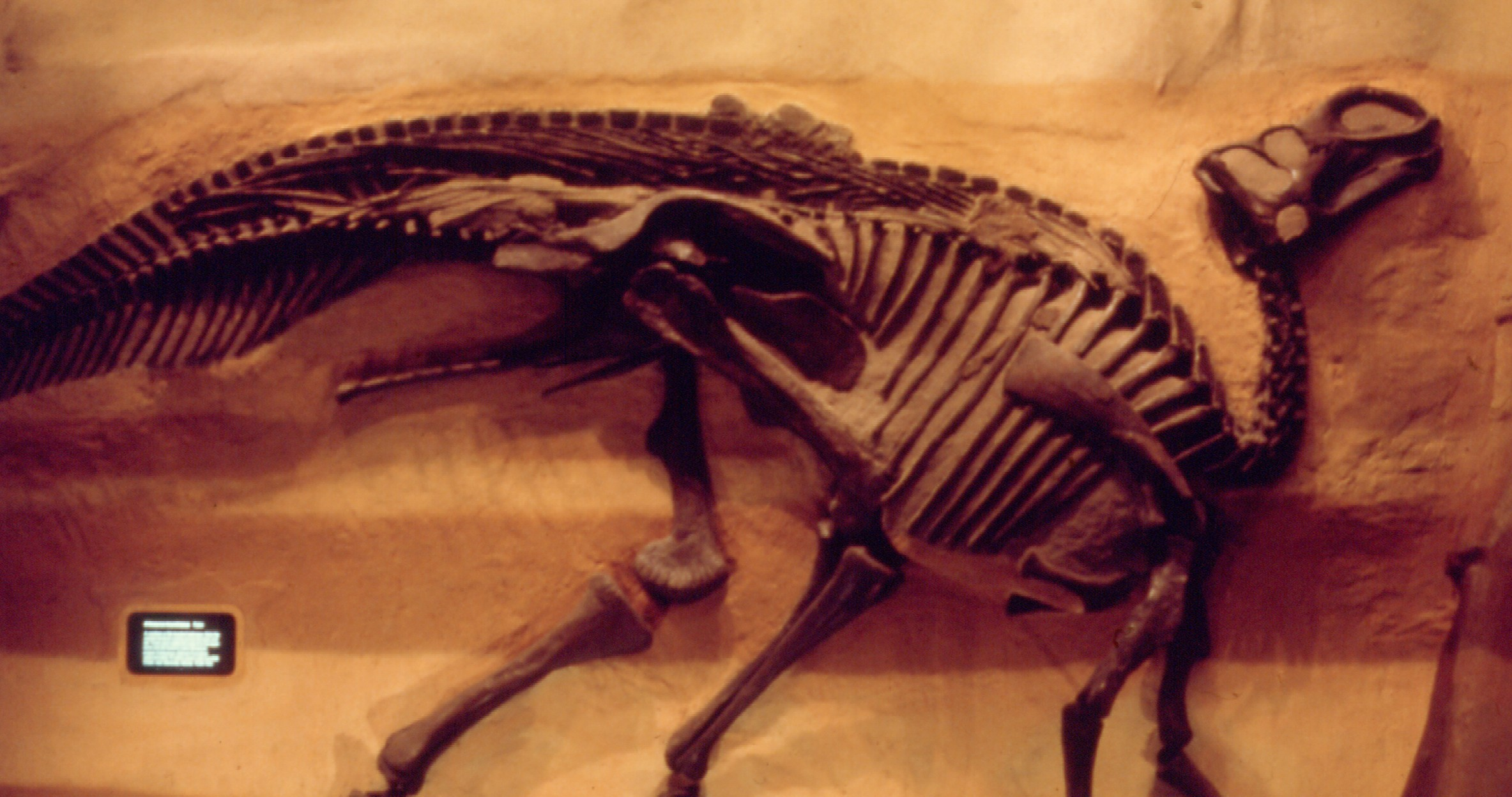
Skelett av Gryposaurus på Royal Ontario Museum.

Gryposaurus var en ornithopod inom överfamilj Hadrosauroidea, och familj Hadrosauridae. Den ingick i familj Hadrosaurinae, och var nära släkt med bland annat Maiasaurus, Edmontosaurus och Shantungosaurus. Släktet Gryposaurus delas in i 3 arter; typarten G. notabilis (Lambe, 1914), G. latidens (Horner, 1992) och G. monumentensis (Fates & Sampson, 2007). Fossilen av G. monumentensis hittades i Utah 2002. G. monumentensis hade mycket grövre skelett än de andra arterna inom samma släkte, kraftigare käkar, och kanske också kraftigare kroppsbyggnad. Den har därför kallats "dinosaurievärldens Arnold Schwarzenegger". av paleontologen Scott Sampson.
Namnet Gryposaurus kommer av de grekiska orden Grypo ("Krökt-", "böjd-" eller "kroknosad") och sauros ("ödla"). Släktet skall inte förväxlas med den närbesläktade Kritosaurus, vilket forskare gjort tidigare.

## Beskrivning
Gryposaurus var troligtvis byggd som de flesta andra Hadrosaurider och kunde troligen röra sig både på alla fyra, eller ställa sig på bakbenen när så behövdes. Den hade troligtvis också kraftig svans. Gryposaurus hade märkbart grövre skelett än andra hadrosaurier, och kanske den också hade kraftigare kroppsbyggnad. En fullvuxen Gryposaurus tros ha blivit cirka 9 meter lång
Som hos andra Hadrosaurider var Gryposaurus mun utformad till en ankliknande näbb, som kunde användas för att beta växtmaterial. Bakom den tandlösa näbben satt stora uppsättningar med tänder som användes för att effektivt tugga och mala födan. Gryposaurus kunde ha mellan 300 och 800 tänder på en gång.